# Bouville (Seine-Maritime)
Bouville ist eine französische Stadt mit 1029 Einwohnern (Stand: 1. Januar 2022) im Département Seine-Maritime in der Region Normandie. Die Gemeinde gehört zum Rouen und zum Kanton Barentin (bis 2015: Kanton Pavilly).

## Geographie
Bouville liegt 19 Kilometer nordwestlich von Rouen. Umgeben wird Bouville von den Nachbargemeinden Mesnil-Panneville im Norden, Pavilly im Osten und Nordosten, Barentin im Osten und Südosten, Villers-Écalles im Süden und Südosten, Saint-Paër im Süden sowie Blacqueville im Westen.
Durch die Gemeinde führt die Autoroute A150.

## Bevölkerungsentwicklung
| 1962                      | 1968 | 1975 | 1982 | 1990 | 1999 | 2006 | 2012 |
| ------------------------- | ---- | ---- | ---- | ---- | ---- | ---- | ---- |
| 618                       | 559  | 576  | 924  | 1020 | 994  | 919  | 944  |
| Quelle: Cassini und INSEE |      |      |      |      |      |      |      |

## Sehenswürdigkeiten
- Kirche Notre-Dame aus dem 12. Jahrhundert, seit 1939 Monument historique
- Reste des Schlosses aus dem 16. Jahrhundert

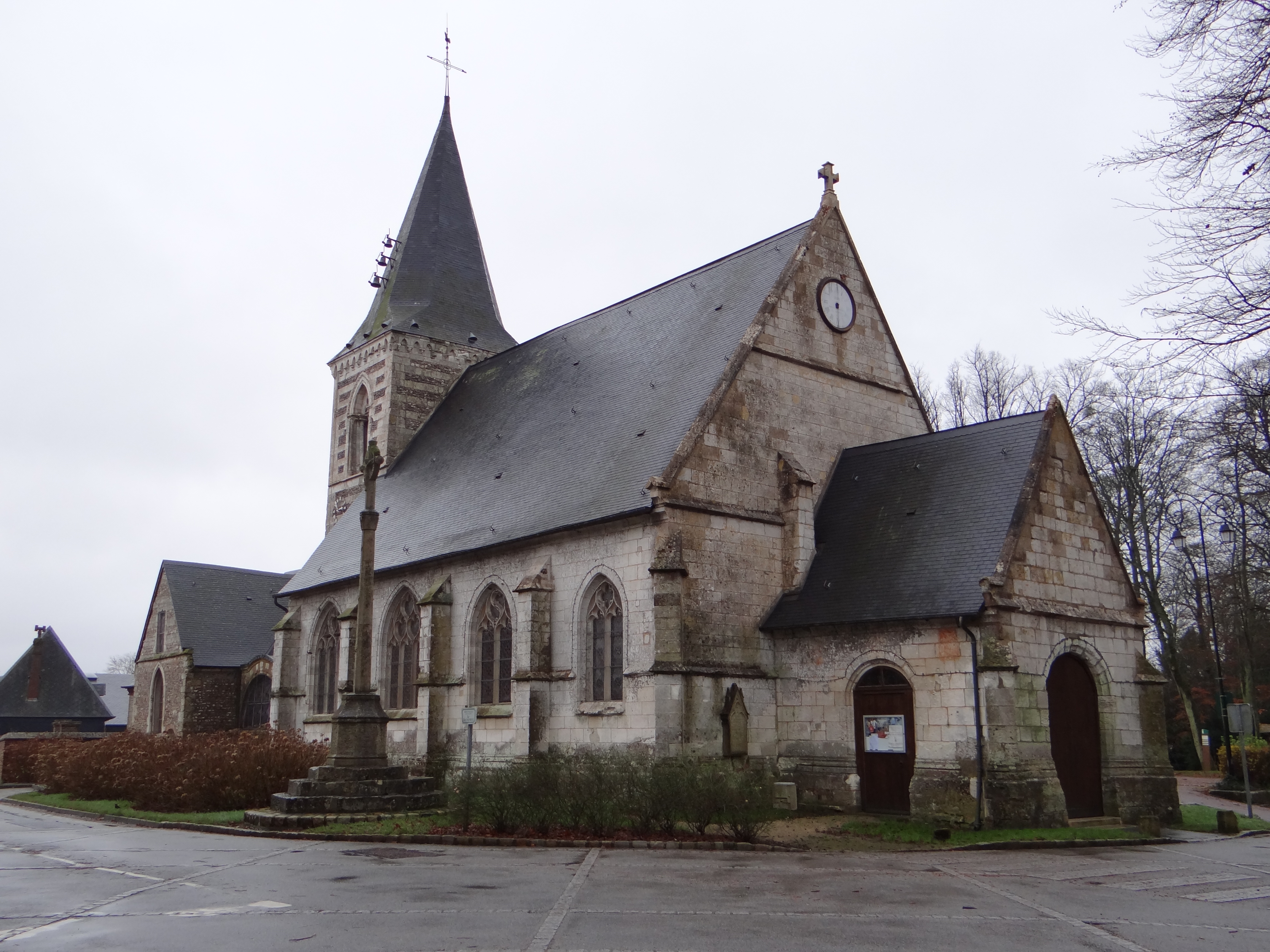
Kirche Notre-Dame

- Kalvarie aus dem 15. Jahrhundert

## Persönlichkeiten
- Narcisse Guilbert (1878–1942), Maler